# XXIX edició dels Premis Ariel
La XXIX edició dels Premis Ariel, organitzada per l'Acadèmia Mexicana d'Arts i Ciències Cinematogràfiques (AMACC), es va celebrar el 1987 a Ciutat de Mèxic per celebrar el millor del cinema durant l'any anterior. Durant la cerimònia, l’AMACC va lliurar el premi Ariel a 19 categories en honor de les pel·lícules estrenades el 1986.

## Premis i nominacions
Nota: Els guanyadors estan llistats primer i destacats en negreta. ⭐
| Millor pel·lícula - El imperio de la fortuna ⭐ - Amor a la vuelta de la esquina - Crónica de familia | Millor direcció - Arturo Ripstein – El imperio de la fortuna ⭐ - Alberto Cortés Calderón – Amor a la vuelta de la esquina - Diego López Rivera – Crónica de familia                                                         |
| Millor actor - Ernesto Gómez Cruz – El imperio de la fortuna ⭐ - Fernando Arau – Chido Guan, el tacos de oro - Mario Almada – Chido Guan, el tacos de oro                                                                                  | Millor actriu - Blanca Guerra – El imperio de la fortuna ⭐ - Gabriela Roel – Amor a la vuelta de la esquina - Maribel Guardia – Terror y encajes negros                                                                     |
| Millor coactuació masculina - Alejandro Parodi – El imperio de la fortuna ⭐ - Alonso Echánove – Amor a la vuelta de la esquina - José Carlos Ruiz – El tres de copas                                                                       | Millor coactuació femenina - Claudia Guzmán – Terror y encajes negros ⭐ - Ana Ofelia Murguía – Chido Guan, el tacos de oro - Alejandra Peniche – Noche de Califas                                                           |
| Millor actor de repartiment - Ernesto Yánez – El imperio de la fortuna ⭐ - Juan de la Loza – El tres de copas - José Rodríguez López – ¿Cómo ves?                                                                                          | Millor actriu de repartiment - Gabriela Araujo – Thanatos ⭐ - Martha Papadimitriou – El imperio de la fortuna - Margarita Isabel – Chido Guan, el tacos de oro                                                              |
| Millor argument original - Juan Rulfo – El imperio de la fortuna ⭐ - Diego López Rivera – Crónica de familia - Jorge Prior – El ombligo de la luna                                                                                         | Millor guió adaptat - Juan Mora Catlett, Juan Tovar, Diego López Rivera – Crónica de familia ⭐ - José Agustín, Alberto Cortés – Amor a la vuelta de la esquina - Alfonso Arau, Laura Esquivel – Chido Guan, el tacos de oro |
| Millor fotografia - Arturo de la Rosa – Crónica de familia ⭐ - José Ortiz Ramos – El maleficio 2: Los enviados del infierno - Ángel Goded – El tres de copas                                                                               | Millor edició - Carlos Savage – El imperio de la fortuna ⭐ - Juan Manuel Vargas – Amor a la vuelta de la esquina - José J. Munguía – Chido Guan, el tacos de oro                                                            |
| Millor escenografia - Zeth Santacruz – Los naúfragos II: Los piratas ⭐ - Compañía Teatral La Trouppe – Calacán - Xavier Rodríguez – El tres de copas                                                                                       | Millor banda sonora - Guillermo Méndez Guiú – El maleficio 2: Los enviados del infierno ⭐ - Federico Álvarez del Toro – La banda de los panchitos - Pedro Plascencia Salinas – Terror y encajes negros'                     |
| Millor ambientació - Anna Sánchez, Patrick Pasquier – El imperio de la fortuna ⭐ - Bertha Coutiño – Crónica de familia - Gabriel Pascal – El ombligo de la luna                                                                            | Millor opera prima - Alberto Cortés Calderón – Amor a la vuelta de la esquina ⭐ - Luis Kelly – Calacán - Arturo Velazco – La banda de los panchitos                                                                         |
| Millor cançó - Leonardo Velázquez – Astucia ⭐ - Lucía Álvarez, Paz Alicia Garciadiego – El imperio de la fortuna - Leonardo Velázquez, Xavier Robles – El tres de copas                                                                    | Millor actuació infantil - Ademar Arau – Chido Guan, el tacos de oro ⭐ |
| Millor curtmetratge - Alfonso Herrera – Pachuco (Asfalto) ⭐ - Rebeca Becerril – Dime algo por última vez - Jorge Vallejo – Espejos rotos                                                                                                   | Millor curtmetratge documental - Luis Vélez – Caracol púrpura ⭐ - Juan Carlos Collín – Hach Winik (Los dueños de la selva) - Óscar Emilio Eguía – Ellos                                                                     |
| Millor curtmetratge educatiu - Maricarmen de Luna – No les pedimos un viaje a la luna ⭐ - Juan Francisco Urrusti, Ana Piñó Sandoval – Piowachuwe (La vieja que arde) ⭐ - Juan Carlos de Llaca – Debutantes - Alejandra Moya – Final feliz | Medalla Salvador Toscano - Carlos Savage ⭐ |